# Margareta Ivănuș
Margareta Ivănuș (n. 13 septembrie 1949, Seimcian⁠(d), RSFS Rusă, URSS) este o solistă vocală din Republica Moldova, originară din Federația Rusă.
A absolvit Școala de Muzică „N. F. Sokolovski” din Gomel, Belarus (astăzi Colegiul de Arte) în 1971. A studiat acolo canto cu Nina Vroblenskaia. După absolvire, s-a angajat ca solistă la Filarmonica din același oraș. A mai luat lecții de canto de la Gh. Zemleakov în anii 1978-1983.
Vine în RSS Moldovenească în 1976. Până în 1977 este solistă în orchestra ansamblului de dansuri populare „Joc”, după care cântă în „Ansamblul de Propagare a Muzicii” (1977-1986), formațiile „Orizont” (1977) și „Rapsodia” (1985-1986) ale Filarmonicii din Chișinău. A colaborat cu compozitorii  Eugen Doga, Constantin Rusnac, Gheorghe Mustea, Dumitru Gheorghiță, Arkady Luxemburg, S. Lîsoi, A. Sokirianski, I. Duca, E. Ionescu ș.a.
Printre cântecele lansate de solistă se numără În miez de noapte când tresar, Ce te legeni, codrule, Aștept de la tine, Se scuturau toți trandafirii, Trece un car cu boi pe drum.
Margareta Ivănuș a obținut Marele Premiu la festivalul-concurs de romanță „Crizantema de aur” în 1992. În 1984 este decorată cu titlul „Artistă Emerită din RSSM”, iar în 1999 (cu toate că nu apare în sursele oficiale), este decorată cu Ordinul Republicii de către Petru Lucinschi.